# Kembodi, Kolar
Kembodi là một làng thuộc tehsil Kolar, huyện Kolar, bang Karnataka, Ấn Độ.